# Nauener Tor
Nauener Tor är en historisk stadsport i den tyska delstaten Brandenburgs huvudstad Potsdam. Den är en av de tre bevarade portarna från den tullmur som omgav staden på 1700-talet och 1800-talet. Porten har sitt namn efter landsvägen som härifrån går norrut mot Nauen, nuvarande Friedrich-Ebert-Strasse.
Nauener Tor utgör ett mycket tidigt exempel på nygotisk arkitektur på den europeiska kontinenten och färdigställdes 1755 efter ritningar av Johann Gottfried Büring, i sin tur baserade på en skiss av kung Fredrik II av Preussen. Denna port ersatte då en äldre port uppförd i samband med stadens utvidgning norrut 1733. Det nuvarande utseendet tillkom i samband med en ombyggnad 1869.
Omedelbart sydost om Nauener Tor ligger Holländisches Viertel, ett populärt restaurang- och butiksdistrikt inrymt i bevarade 1700-talskvarter i holländsk stil.